# Kokszamary
Kokszamary (ros. Кокшамары) – wieś (dieriewnia) w Rosji, w Mari El, w rejonie zwienigowskim. W 2010 liczyła 1130 mieszkańców.